# Юэчэн
Юэчэ́н (кит. упр. 越城, пиньинь Yuèchéng) — район городского подчинения городского округа Шаосин провинции Чжэцзян (КНР).

## История
Во времена первых централизованных империй эти места входили в состав округа Куайцзи (会稽郡), власти округа размещались на месте современного Сучжоу. Во времена империи Хань по причине роста населения округа им стало трудно управлять, и в 129 году из округа Куайцзи был выделен округ Уцзюнь (吴郡).
Власти округа Уцзюнь размешались в уезде Шаньинь (山阴县). В 550-х годах из-за того, что население уезда сильно выросло, он был разделён на два: западная часть сохранила название «Шаньинь», а восточная стала уездом Куайцзи (会稽县), однако власти обоих уездов продолжили размещаться в одном и том же месте — там же, где и власти округа Уцзюнь.
Во времена империи Суй в 589 году округ Уцзюнь был переименован в область Учжоу (吴州), которая в 605 году была переименована в Юэчжоу (越州). В 607 году она была опять переименована в округ Куайцзи. После смены империи Суй на империю Тан в 621 году опять была создана область Юэчжоу. В 742 году она опять была переименована в округ Куайцзи, а в 768 году вновь стала областью Юэчжоу.
Во времена империи Сун после того, как император Гао-цзун перенёс столицу на юг, девиз правления был изменён на «Шаосин», и область была в 1131 году поднята в статусе до управы и переименована, став Шаосинской управой (绍兴府). После монгольского завоевания управа была преобразована в Шаосинский регион (绍兴路), но после свержения власти монголов и образования империи Мин регион вновь стал управой. После Синьхайской революции в Китае была проведена реформа структуры административного деления, в ходе которой управы были упразднены, и в 1912 году Шаосинская управа была расформирована; уезды Куайцзи и Шаньинь были при этом объединены в уезд Шаосин (绍兴县).
После образования КНР в 1949 году был создан Специальный район Шаосин (绍兴专区), состоящий из города Шаосин (урбанизированная часть уезда Шаосин, выделенная в отдельный город) и 7 уездов. В 1952 году Специальный район Шаосин был расформирован, после чего  город Шаосин и уезд Шаосин перешли в прямое подчинение властям провинции Чжэцзян. В 1953 году уезд Шаосин вошёл в состав Специального района Нинбо (宁波专区), а в 1958 году в его состав перешёл и город Шаосин. В 1962 году город Шаосин был расформирован, а его территория вошла в состав уезда Шаосин.
В 1964 году Специальный район Шаосин был создан вновь, и уезд Шаосин вошёл в его состав. В 1973 году Специальный район Шаосин был переименован в Округ Шаосин (绍兴地区).
31 марта 1981 года уезд Шаосин был преобразован в городской уезд.
Постановлением Госсовета КНР от 27 июля 1983 года был расформирован Округ Шаосин и образован городской округ Шаосин; городской уезд Шаосин был при этом разделён на район Юэчэн и уезд Шаосин.

## Административное деление
Район делится на 7 уличных комитетов и 10 посёлков.